# 蘇聯民航65號班機空難

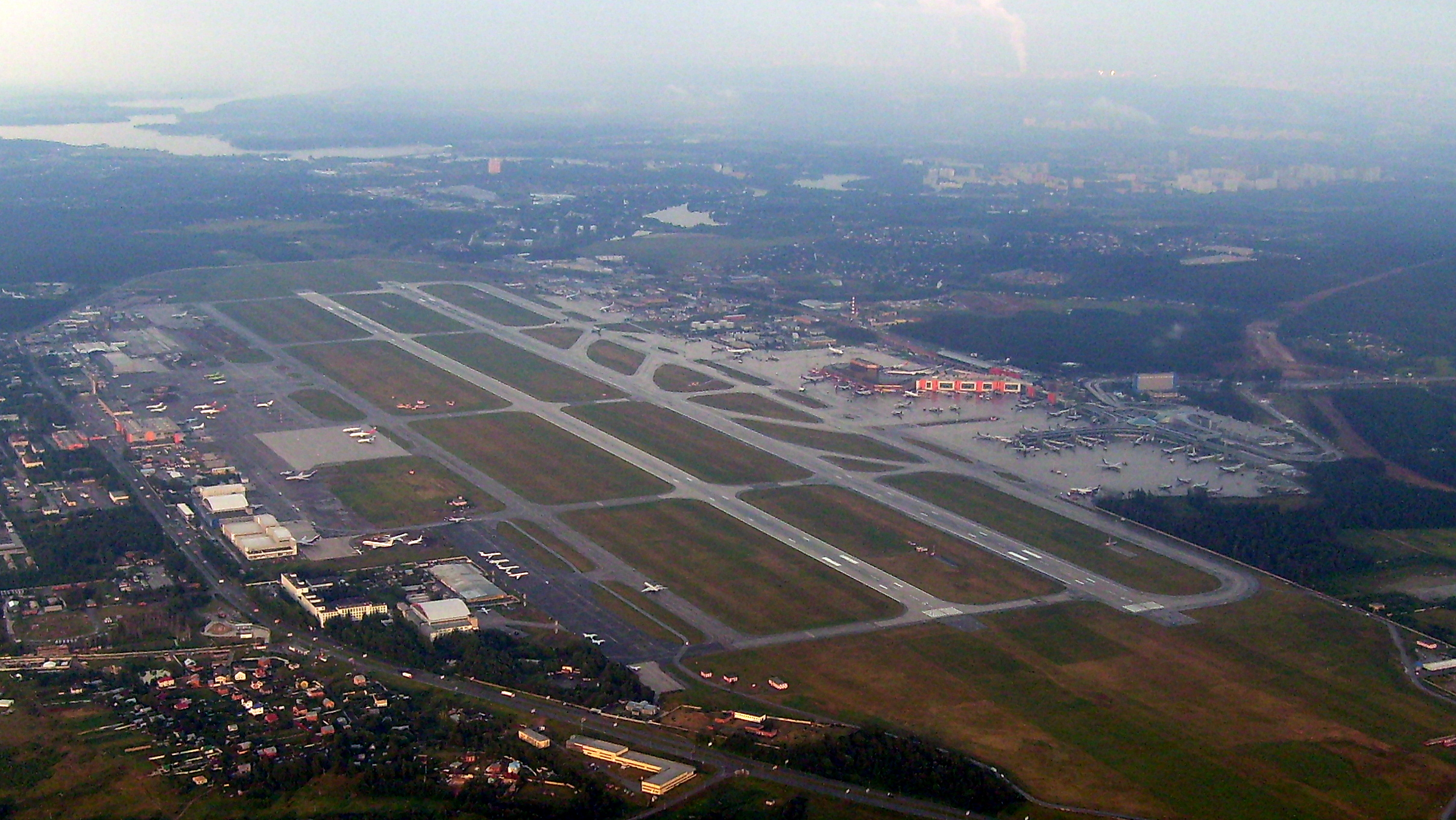
事發的莫斯科謝列梅捷沃國際機場的俯瞰照

蘇聯民航65號班機是蘇聯民航（今俄羅斯航空）的一趟例行客運航班。1966年2月17日凌晨於莫斯科謝列梅捷沃國際機場起飛時衝出跑道起火，導致飛機上66人中21人遇難。
也是圖波列夫Tu-114飛機唯一一次導致人員遇難的事故。

## 涉事飛機
涉事飛機是一架蘇聯民航旗下的一架圖波列夫Tu-114，註冊編號為CCCP-76491。該飛機生產編號為64M472，並且在1965年11約18日交付給交付給蘇聯民航局，也是世界上最後一架生產的圖-114飛機。

## 事發過程
在事發前一天晚上11點35分，機組開始準備起飛，同時被莫斯科機場塔台告知機場能見度為700米左右，機場附近有霧以及跑道上有小量積雪，相對濕度為100%，並且告知所有跑道上的積雪已经被清除，但有60米距離的雪仍未清理完畢。凌晨兩點時，飛機乘客均登上飛機，機組的起飛程序亦執行完畢。圖波列夫Tu-114起飞的最低能见度为1000米，而塔台在凌晨1点37分通过无线电向機組表示能見度為1100米左右，符合起降標準。然而塔台使用目視跑道燈來估算能見度時，通過每盞跑道燈的間隔距離為100米，實際情況間隔卻只有50米，導致機組接收到了與真實情況差距有兩倍左右的數據，而事實上能見度也完全達不到該機型的最低起飛能見度標準。

凌晨1點38分，機組滑行至跑道並且準備起飛。然而機組由於大霧天氣，無法看準跑道中線，導致飛機向左偏離跑道中線1度。30秒後，飛機滑行了1050米的距離，機組才發現飛機嚴重偏離跑道，於是緊急矯正，然而機輪卡在雪堆裏拖滑。最後飛機來到時速260公里每小時的情況下勉強起飛，但是由於左輪卡住導致飛機無法爬升且不穩定，最後飛機向右傾斜導致右側機翼被折斷，導致燃油洩漏著火，飛機也迅速被點燃，機上許多人由於未能即時逃生而被燒死。大多數倖存者坐在飛機尾部，由於火勢在飛機前半段，因此比前面的旅客更加容易逃生。

## 事故調查
调查委员会在1966年5月2日发布的一份报告中指出，飛機起火的主要原因是机组人员的失误和机场交通管制服务的组织不善。而誘因則包括恶劣天气条件下的能见度有限以及機場方面未能正确清除跑道上的积雪。